# Osan
Osan je město v Jižní Koreji. Nachází se v severozápadní části území v provincii Kjonggi jižně od hlavního města Soulu. Místní ekonomika je založena zčásti na zemědělství a zčásti na průmyslu. Koná se zde největší trh v Jižní Koreji, Osanský trh, a to již od roku 1792. Během korejské války v roce 1950 se tu odehrálo několik krvavých bitev (Bitva o Osan).
Základna amerického letectva - Osan Air Base - se nenachází ve vlastním městě, ale 8 km jižně od něj, v katastru města Pchjongtchek.

## Partnerská města
- Hidaka, Japonsko
- Kazvín, Írán
- Killeen, Texas, Spojené státy americké
- Miami, Florida, Spojené státy americké
- Urumči, Čína